# Lyonsiella abyssicola
Lyonsiella abyssicola is een tweekleppigensoort uit de familie van de Lyonsiellidae. De wetenschappelijke naam van de soort werd in 1872 voor het eerst geldig gepubliceerd door Georg Ossian Sars.